# 吳兆騫

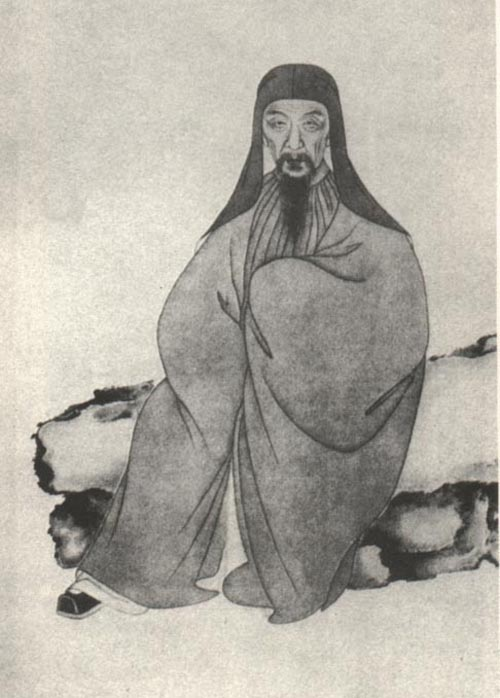
《清代學者象傳》第一集之吳兆騫像

吳兆騫（1631年—1684年），字漢槎，號季子，南直隸蘇州府吳江縣人，明末清初詩人。以“丁酉科場案”流放寧古塔（今黑龍江省寧安市），康熙二十年（1681年）納資放歸。子吳桭臣。

## 生平
性情狂放，曾竊取同學巾冠，尿在其中，強辯說︰“（巾冠）居俗人頭，何如盛溺？”與弟吳兆宜並有才名，隨諸兄加入“慎交社”，縱酒放歌，吟詩作賦，曾對同府好友汪鈍說：“江東無我，卿當獨秀。”有人規勸他不必如此傲慢，他說︰“安有名士而不簡貴者？”其師計青轔曾說︰“此子異時必有盛名，然當不免于禍。”
吳兆騫博涉文籍，《今世說》說他︰“每鼻端有墨，則是日讀書必數寸矣。”為徐學、王士禛所賞識。吳偉業與賓客言：“江左三鳳凰，陽羨有陳生，雲間有彭郎，松陵吳兆騫，才若雲錦翔。”順治十四年（1657年）丁酉科江南鄉試舉人，以丁酉科場案流放寧古塔（今黑龍江省寧安市），窮愁饑寒，敲鑿冰塊，粗糧為食。幸得難友方拱的關照，順治十八年（1661年）由方拱乾贖歸。吳偉業為此寫下一段詩句：“生男聰明慎莫喜，倉頡夜哭良有以。受患只從讀書始，君不見，吳季子！”
康熙二年（1663年），吳兆騫之妻葛采真和妹吳文柔從蘇州來到關外，教書為業，第一個教的是寧古塔第一個流人陳嘉猷的長子陳光召，生活漸有改善，生二女一子。康熙四年（1665年）夏，與張縉彥等七人結成“七子之會”。朝鮮慶尚右道水軍節度使李雲龍以兵事路過寧古塔，吳兆騫作《高麗王京賦》，名震異邦。康熙十三年（1674年）秋，寧古塔將軍巴海聘吳兆騫為幕府書記兼家庭教師，教其兩子額生、尹生讀書，禮遇甚重。吳兆騫、張縉彥在寧古塔新城西門外的雞陵山下發現泉水，稱為北國名泉。
吳兆騫友人顧貞觀求援於納蘭性德，納蘭性德讀《金縷曲》“季子平安否？便歸來、平生萬事，那堪回首！行路悠悠誰慰藉？母老家貧子幼。記不起，從前杯酒。魑魅搏人應見慣，總輸他覆雨翻雲手。冰與雪，週旋久。淚痕莫滴牛衣透。數天涯、依然骨肉，幾家能夠？比似紅顏多命薄，更不如今還有。……”，竟泣下數行，允諾營救。經納蘭性德父納蘭明珠活動，吳兆騫獻千餘字《長白山賦》，“藉使臣歸獻天子，天子亦動容諮詢”，康熙二十年（1681年）經納蘭明珠、徐乾學、徐元文等朝廷重臣相救，納資贖歸，前後歷經二十三年。歸程中，寧古塔將軍巴海派兵護送，並撥付驛車、驛馬和飲食。途中拜訪納蘭性德，見牆壁上書有“顧梁汾為吳漢槎屈膝處”幾字，不由大慟。
納蘭性德延聘吳兆騫教其弟揆敘讀書。後遊京師，居於徐乾學家，因不適應氣候，以疾卒於京師旅舍，享年五十四歲，臨終時稱最懷念寧古塔的松口蘑。納蘭性德為他料理後事，出資送靈柩回吳江。

## 著作
沈德潛在《清詩別裁集》中評論說:“詩歌悲壯，令讀者如相遇於丁零絕塞之間。……倘以老杜之沉鬱頓挫出之，必更有高一格者。”《四庫全書總目》則說︰“兆騫詩天賦特高，風骨遒上。”著有《秋笳集》。